# Grab Wadi C-4
Koordinaten: 25° 44′ 12″ N, 32° 34′ 42″ O

Grundriss des Grabes

Grab C4 (Tomb C4) ist ein altägyptisches Grab der 18. Dynastie in Theben-West, bei dem es sich um den Bestattungsort des Königs (Pharao) Thutmosis II. (etwa 1482 bis 1479 v. Chr.) handelt.
Die stark zerstörte Grabanlage wurde am 31. Oktober 2022 im sogenannten Wadi C einem kleinen Seitental des Wadi Gabbanet el-Gurud (arabisch وادي جبانة القرود, DMG Wādin Ǧabānet āl-Qurūd; Wadi Affenfriedhof) am westlichen Ende der thebanischen Berge, etwa zweieinhalb Kilometer westlich vom Tal der Könige, entdeckt. Im Fels oberhalb des Grabes entdeckte Howard Carter 1916/17 Grab Wadi C-1, in der vermutlich Neferu-Re, die Tochter der Hatschepsut, beigesetzt wurde. Die unterirdische, in den Fels gehauene Grabanlage besteht aus vier Räumen, einem Eingangskorridor und einem weiteren, späteren Korridor, der den Eingangskorridor mit einer hinteren Kammer (Kammer A, etwa 5,3 mal 5,2 m groß und 3,4 m hoch) verbindet. Das Grab war beraubt worden und hat stark unter diversen Wassereinbrüchen in den letzten 3000 Jahren gelitten.
Mindestens zwei Kammern waren einst mit Wandmalereien dekoriert. Die wenigen Fragmente gehören unter anderem zu dem Unterweltsbuch, das als Amduat bezeichnet wird. Von der Grabausstattung fanden sich nur geringe Reste. Insbesondere diverse Steingefäße mit Inschriften sind für eine Identifizierung von Bedeutung. Sie nennen die Königin Hatschepsut und den Thronnamen eines Königs, der mit „Aacheper…“ beginnt. Es könnte sich dabei um König Thutmosis I. (sein Thronname lautet Aacheperkare) oder um Thutmosis II. (Thronname: Aacheperenre) handeln. Forscher identifizierten das Grab später als dasjenige von Thutmosis II.
Mit dem Amduat dekorierte Grabkammern waren in der 18. Dynastie ein königliches Privileg. Nur der Wesir Useramun aus der Regierungszeit von Thutmosis III. hatte in seinem Grab TT61 eine ebenso dekorierte Grabkammer.
Die Ergebnisse der Grabungen wurden in einem Vorbericht 2023 publiziert. Die Entdeckung wurde im Februar 2025 weltweit in den Medien bekanntgegeben.